# Geranium kishtvariense
Geranium kishtvariense är en näveväxtart som beskrevs av Reinhard Gustav Paul Knuth. Geranium kishtvariense ingår i släktet nävor, och familjen näveväxter. Inga underarter finns listade i Catalogue of Life.